# Campeonato Mundial de Esportes Aquáticos de 2023
O Campeonato Mundial de Esportes Aquáticos de 2023, foi a 20.ª edição do Campeonato Mundial de Esportes Aquáticos, sediado em Fukuoka, no Japão, e organizado pela World Aquatics foi realizado entre os dias 14 de julho e 30 de julho de 2023. Ao todo, 2392 atletas de 194 Comitês Olímpicos Nacionais e a equipe de refugiados participaram da competição, dividida em seis modalidades: natação pura, maratona aquática, saltos ornamentais, polo aquático, saltos em grandes alturas e saltos ornamentais, totalizando 75 eventos. 

## Processo de candidatura
Incialmente, Budapeste seria a sede desta edição, já que foi eleita junto com Gwangju para o biênio 2019-2021, conforme anúncio realizado em Barcelona no dia 19 de julho de 2013. Naquela ocasião, a cidade catalã sediava o Campeonato Mundial à época.
No entanto, em março de 2015, a cidade de Guadalajara, que seria a sede do Mundial de 2017, desiste da competição por razões financeiras. Sendo assim, Budapeste acabou substituindo a cidade mexicana e um novo pleito é realizado para o biênio 2021-2023. A concorrência foi aberta em 9 de junho e os países que apresentaram intenções de participar do pleito foram Argentina, Alemanha (com três cidades), Austrália (com Melbourne e Sydney), Catar, China (Wuhan e Nanquim), Japão e Turquia.
Em seguida, foram anunciadas as seguintes finalistas:
- Argentina - Buenos Aires
- Catar - Doha
- China - Nanquim
- Emirados Árabes Unidos - Abu Dhabi
- Japão - Fukuoka
- Turquia - Istambul

Em 31 de janeiro de 2016, cada uma das propostas foi exposta em uma apresentação formal e votação na reunião do Bureau da FINA em Budapeste e logo depois, são anunciadas as cidades de Fukuoka e Doha como vencedoras do pleito 2021-2023.

## Mudança de datas
Os jogos aconteceriam no verão de 2021, entretanto, com o adiamento dos Jogos Olímpicos de Verão de 2020, que ocorreram em Tóquio, para julho de 2021 devido à pressão causada pela Pandemia de COVID-19, a competição foi adiada para o período de 13 a 29 de maio de 2022. Porém, em 1 de fevereiro de 2022, é anunciado um novo adiamento, agora para o período de 14 a 30 de julho de 2023. Para organização do calendário, uma edição extra foi criada no mesmo ano, confirmando Budapeste novamente como sede.

## Locais
A maioria das competições foram realizadas no Marine Messe, construído para a Universíada de Verão de 1995 e o mesmo evento em 2001, também sediado em Fukuoka.
- Marine Messe Fukuoka (natação, natação artística e polo aquático)
- Kokusai Center (polo aquático)
- Fukuoka Prefectural Pool (saltos ornamentais)
- Boat Race Fukuoka (maratona aquática, salto em grandes alturas)

## Calendário
Um total de 75 eventos de medalhas foram realizados em seis modalidades. O programa retorna à programação tradicional com natação artística, saltos ornamentais, natação em águas abertas e polo aquático, todos competindo na primeira semana, enquanto natação e salto em grandes alturas começam na semana seguinte.
| ● | Cerimônia de abertura | ● | Outras competições | ● | Finais | ● | Cerimônia de encerramento | M | Masculino | F | Feminina |

| Julho                    | 14 | 15 | 16 | 17 | 18 | 19 | 20 | 21 | 22 | 23 | 24 | 25 | 26 | 27 | 28 | 29 | 30 | Total |
| ------------------------ | -- | -- | -- | -- | -- | -- | -- | -- | -- | -- | -- | -- | -- | -- | -- | -- | -- | ----- |
| Cerimônias               | ●  |    |    |    |    |    |    |    |    |    |    |    |    |    |    |    | ●  | -     |
| Natação                  |    |    |    |    |    |    |    |    |    | 5  | 4  | 5  | 5  | 5  | 5  | 6  | 7  | 42    |
| Maratona aquática        |    | 1  | 1  |    | 2  |    | 1  |    |    |    |    |    |    |    |    |    |    | 5     |
| Natação artística        | ●  | 1  | 2  | 2  | 1  | 2  | 1  | 1  | 1  |    |    |    |    |    |    |    |    | 11    |
| Saltos ornamentais       | ●  | 3  | 2  | 2  | 1  | 1  | 1  | 1  | 2  |    |    |    |    |    |    |    |    | 13    |
| Salto em grandes alturas |    |    |    |    |    |    |    |    |    |    |    | ●  | 1  | 1  |    |    |    | 2     |
| Polo aquático            |    |    | F  | M  | F  | M  | F  | M  | F  | M  | F  | M  | F  | M  | F  | M  |    | 2     |
| Total de Medalhas        | 0  | 5  | 5  | 4  | 4  | 3  | 3  | 2  | 3  | 5  | 4  | 5  | 6  | 6  | 6  | 7  | 7  | 75    |
| Total Acumulado          | 0  | 5  | 10 | 14 | 18 | 21 | 23 | 26 | 29 | 34 | 38 | 43 | 49 | 55 | 61 | 68 | 75 | 75    |

## Quadro de medalhas
País sede destacado.
| Ordem | País           | Ouro | Prata | Bronze |     |
| 1     | China          | 20   | 8     | 12     | 40  |
| 2     | Austrália      | 15   | 9     | 6      | 30  |
| 3     | Estados Unidos | 7    | 22    | 15     | 44  |
| 4     | Japão          | 4    | 1     | 5      | 10  |
| 5     | França         | 4    |       | 4      | 8   |
| 6     | Alemanha       | 4    |       | 3      | 7   |
| 7     | Espanha        | 3    | 2     | 4      | 9   |
| 8     | Itália         | 2    | 7     | 5      | 14  |
| 9     | Grã-Bretanha   | 2    | 5     | 5      | 12  |
| 10    | Canadá         | 2    | 3     | 5      | 10  |
| 11    | Hungria        | 2    | 2     |        | 4   |
| 12    | Tunísia        | 2    | 1     |        | 3   |
| 13    | Lituânia       | 2    |       |        | 2   |
|       | Suécia         | 2    |       |        | 2   |
| 15    | Países Baixos  | 1    | 2     | 2      | 5   |
| 16    | Áustria        | 1    | 2     |        | 3   |
| 17    | África do Sul  | 1    | 1     |        | 2   |
|       | Roménia        | 1    | 1     |        | 2   |
| 19    | México         |      | 5     | 2      | 7   |
| 20    | Ucrânia        |      | 1     | 1      | 2   |
| 21    | Colômbia       |      | 1     |        | 1   |
|       | Grécia         |      | 1     |        | 1   |
|       | Hong Kong      |      | 1     |        | 1   |
|       | Polónia        |      | 1     |        | 1   |
|       | Portugal       |      | 1     |        | 1   |
| 26    | Brasil         |      |       | 1      | 1   |
|       | Cazaquistão    |      |       | 1      | 1   |
|       | Coreia do Sul  |      |       | 1      | 1   |
|       | Nova Zelândia  |      |       | 1      | 1   |
|       | Suíça          |      |       | 1      | 1   |
| Total | Total          | 75   | 77    | 74     | 226 |